# دینگله کهریز
دینگله کهریز، روستایی از توابع بخش مرکزی شهرستان همدان در استان همدان ایران است.
این روستا در دهستان سنگستان قرار دارد و براساس سرشماری مرکز آمار ایران در سال ۱۳۹۵، جمعیت آن ۳۸۱ نفر(۱۲۰ خانوار) بوده است.

## موقعیت جغرافیایی
روستای دینگله کهریز در فاصله ۸ کیلومتری همدان به سمت ملایر و در حوزه مرکزی و دهستان سنگستان واقع شده است. روستای دینگله کهریز با داشتن جاذبه‌های طبیعی و به خاطر نزدیکی به شهر همدان و داشتن معادن وسیع سنگ و قنات‌های فراوان یکی از متمولترین روستاهای استان همدان است.

نام این روستا از دو کلمه دینگله یا دینگه و کهریز تشکیل شده است. دینگه به معنای بلندی و ارتفاع (اوجا) می‌باشد و کهریز نیز همان کاریز می‌باشد پس در معنی اول یعنی کاریز مرتفع معنا می‌دهد. این تسمیه بخاطر قرار گرفتن کاریز دینگله کهریز (چشمه آبگرم گرروو) در قسمت بلندی روستاست. حرف اضافه له نیز همان پسوند لی در ترکی است که درمعنای انتساب و منتسب کردن چیزی به به کسی یا چیزی است و در ترجمه به معنی کاریزی که در بلندی قرار گرفته است معنا می‌دهد.

## جاذبه‌های گردشگری
یکی از جاذبه‌های طبیعی و درمانی روستای دینگله کهریز چشمه آبگرم گررو می‌باشد. ویژگی مهم این آبگرم، استخری بودن شکل آن است که در یک زمین صاف و مسطح قرار گرفته است. این چشمه استخری با طول و عرض دو متر و عمق یک متر و نیم، دارای آب گوگردی است و در نزد مردم روستای دینگله کهریز و روستاییان اطراف دارای قداست و ارزش بسیاری می‌باشد. بنا بر عقیده مردم محلی در محل جوشیدن آب، جای پای اسبی است که آن را به اسب حضرت علی منتسب می‌دانند؛ و معتقدند که حضرت علی در گذر از این منطقه این چشمه جوشیده است. همچنین مردم عصای حضرت موسی را نیز در این چشمه آبگرم نقش بسته می‌بینند.

وجود بقایای چشمه‌های آبگرم و تراورتن‌های منطقه دینگله کهریز و تراورتن‌های قروه، کانیهای گالن در برخی نقاط پیرامون منطقه فروچاله‌ها و وجود گاز در چاه‌های منطقه و مناطق پیرامون نشانه فعالیت محلولهای پنوماتولیتی و هیدروترمالی گازدار در زمان گذشته و حال است و بر اثر همین فعالیتها معادن آهن وسیعی در منطقه حاصل شده است.
یکی از جاذبه‌های طبیعی اطراف روستای دینگله کهریز چاه غار بگلیجه یا بهلیجه می‌باشد. این غار که در فاصله ۷ کیلومتری روستای دینگله کهریز واقع شده دارای دو دهنه ورودی می‌باشد. ارتفاع دهانه اصلی از سطح دریا ۲۰۱۹ متر می‌باشد. عمق این غار نیز ۳۰ متر می‌باشد. در انتهای غار حوضچهٔ کوچک آبی وجود دارد و پرندگانی چون کبوتر و خفاش در آن زندگی می‌کنند.